# Cory Higgins
Courdon "Cory" Higgins (Danville (Califórnia), 14 de junho de 1989) é um basquetebolista profissional estadunidense que atualmente joga pelo FC Barcelona.